# エアバスNSR
エアバスNSR（Airbus NSR）はエアバスがA320シリーズ（A318・A319・A320・A321）の後継機として開発を計画している、旅客機である。製造が実施されれば、ナローボディの小型旅客機になるとされている。NSRはNew Short Rangeの略で、このNSRは研究段階での名称であるため、将来的には変更される可能性もある。
エアバスでは当初2014年度の就航を目標として、エンジン技術を中心に研究開発を行っていた。しかし現行のA320シリーズの販売が好調であること、同シリーズに対して劇的な経済性の向上が見られなければ商品価値に乏しい事、徹底した新技術の投入を行ったライバル機出現の可能性などから、同社では新型単通路機の就航は2020年頃と目標を変更している。
ボーイングも同クラスの旅客機としてY1の開発を計画しているため、もし両方の計画が実行されれば将来は競い合うことになるだろうといわれているが、エアバスはこのような情報をほとんど公表していないため、詳細の不明な点が多い。なお、現在航空界においてはNSRのことを仮称として「A360」という呼称で呼ぶこともある。